# Sally Forrest
Sally Forrest (nacida Katherine Feeney; 28 de mayo de 1928 – 15 de marzo de 2015) fue una actriz estadounidense de cine, teatro y televisión de las décadas de 1940 y 1950. Estudió danza desde muy joven y poco después de la escuela secundaria firmó un contrato con Metro-Goldwyn-Mayer.

## Primeros años
Forrest nació en San Diego de Michael y Marguerite (née Ellicott) Feeney. Su padre era un oficial de carrera de la Armada de los Estados Unidos que trasladó a su familia a varias bases navales, estableciéndose finalmente en San Diego. Él y su esposa más tarde se convirtieron en bailarines de salón y dieron clases de baile, donde su hija comenzó a aprender su oficio de toda la vida.

## Carrera
Forrest comenzó su carrera cinematográfica en la década de 1940 como bailarina de coro en musicales de MGM. Hizo su debut como actriz en Not Wanted (1949), escrita y producida por Ida Lupino. Su controvertido tema de la maternidad soltera era una visión cruda y poco sentimental de una condición rara vez explorada por Hollywood en ese momento. Forrest protagonizó dos proyectos más de Lupino, Never Fear (1949) y Hard, Fast and Beautiful (1951), así como otras películas de cine negro, incluyendo Mystery Street (1950), dirigida por John Sturges, y la estelar Mientras la ciudad duerme (1956), dirigida por Fritz Lang. Su formación musical y su formación como bailarina de jazz y ballet trajeron papeles en los musicales de transición que redondearon la edad de oro de MGM; el más notable Excuse My Dust y The Strip.
En 1953, después de mudarse a Nueva York con su esposo, el escritor y productor Milo Frank (quien fue contratado para ser el jefe de casting de CBS), su trabajo cinematográfico pasó al teatro y la televisión. Actuó en Broadway en The Seven Year Itch, y apareció en las principales producciones teatrales de Damn Yankees, Bus Stop, As You Like It y No No Nanette. Más tarde regresó a Hollywood y continuó trabajando en RKO y Columbia Pictures. Su última película fue While the City Sleeps de RKO en 1956, una película de cine negro coprotagonizada por Dana Andrews, Rhonda Fleming, Vincent Price y su frecuente colaboradora Ida Lupino.

## Vida personal
Forrest se casó con Milo Frank en 1951. No tuvieron hijos y permanecieron casados hasta su muerte en 2004.
Forrest y Frank eran dueños de la antigua casa de Benedict Canyon de Jean Harlow y Paul Bern en Easton Drive en Beverly Hills. Se lo alquilaron a Jay Sebring antes de su asesinato en la cercana casa de Sharon Tate.
Forrest murió de cáncer el 15 de marzo de 2015, a los 86 años, en su casa de Beverly Hills, California.

## Filmografía
| - Till the Clouds Roll By (showgirl no acreditada) (1946) - Showgirl (sin acreditar) - The Unfinished Dance (1947, coro) - Fiesta (1947, asistente de coreógrafia) - Are You With It? (1948) - Bailarina (sin acreditar) - The Pirate (1948) - Bailarina especialista de la fiesta (sin acreditar) - The Kissing Bandit (1948, asistente de coreografía) - Easter Parade (1948, bailarina no acreditada) - Take Me Out to the Ball Game (1949) - Bailarina en la fiesta del muelle (sin acreditar) - Mr. Belvedere Goes to College (1949) - Miss Cadwaller, secretaria del Dr. Gibbs (sin acreditar) - Not Wanted (1949) - Sally Kelton - Scene of the Crime (1949) - Papel menor (sin acreditar) - Flame of Youth (1949) - Miss O'Brien (acreditada como Katherine Lang) - Whirlpool (1949) - Papel menor (sin acreditar) | - Dancing in the Dark (1949) - Secretaria (sin acreditar) - Never Fear (alias The Young Lovers) (1950) - Carol Williams - Mystery Street (1950) - Grace Shanway - My Blue Heaven (1950) - Minor Role (sin acreditar) - Vengeance Valley (1951) - Lily - Hard, Fast and Beautiful (1951) - Florence Farley - Valentino (1951, asistente de coreógrafia) - Excuse My Dust (1951) - Liz Bullitt - The Strip (1951) - Jane Tafford - The Metro-Goldwyn-Mayer Story (1951, documental promocional de MGM) - Bannerline (1951) - Richie Loomis - The Strange Door (1951) - Blanche de Maletroit - Code Two (1953) - Mary Hartley - Son of Sinbad (1955) - Ameer - While the City Sleeps (1956) - Nancy Liggett - Ride the High Iron (1956) - Elsie Vanders |

## Televisión
| - Schlitz Playhouse (serie de televisión) "Barrow Street" (1952) - Lux Video Theatre (serie de televisión) (1953) - The Ford Television Theatre (serie de televisión) "The Life of the Party" (1953) - Suspense (serie de televisión) "The Darkest Night" (1953) - Studio One in Hollywood (serie de televisión) "Letter of Love", "The Edge of Evil" (1953) - The United States Steel Hour (serie de televisión) (1953) - Armstrong Circle Theatre (serie de televisión) (1953) - Screen Directors Playhouse (serie de televisión) "Want Ad Wedding" (1955) - Front Row Center (serie de televisión) "The Teacher and Hector Hodge" (1955), "Guest in the House" (1956) - Celebrity Playhouse (serie de televisión) "They Flee By Night" (1956) - Ford Star Jubilee (programa de variedades televisivo) "You're the Top" musical number (1956) | - The Red Skelton Hour (serie de televisión) "The Magic Shoes", "Valentine's Day Double Date" (1956) - Climax! (serie de televisión) "Burst of Fire" (1958), "The Man Who Stole the Bible" (1957), "Child of the Wind/Throw Away the Cane" (1956), "Pink Cloud" (1955) - The Ed Sullivan Show (programa de variedades televisivo) Episodio #11.2 (1957) - The Dinah Shore Chevy Show (programa de variedades televisivo) Episodio #1.8 (1957), Episodio #2.27 (1958), Episodio #2.31 (1958) - Pursuit (serie de televisión) "Epitaph for a Golden Girl" (1958) - The Millionaire (serie de televisión) "Millionaire Emily Baker" (1959) - General Electric Theater (serie de televisión) "Strictly Solo" (1960) - Rawhide (serie de televisión) "Incident of the Swindler" (1964), "Incident of the Widowed Dove" (1959) - Family Affair (serie de televisión) "Our Friend Stanley" (1967) (aparición final) - Howard Hughes: His Women and His Movies (documental televisivo) (2000) |